# Elecciones regionales de Italia de 2024
Las elecciones regionales en Italia tuvieron lugar en siete de las veinte regiones de Italia durante 2024.

## Resumen
| Cerdeña       | 25 de febrero      | Christian Solinas |  | PSd'Az | Alessandra Todde   |  | M5S      |
| Abruzos       | 10 de marzo        | Marco Marsilio    |  | FdI    | Marco Marsilio     |  | FdI      |
| Basilicata    | 21–22 de abril     | Vito Bardi        |  | FI     | Vito Bardi         |  | FI       |
| Piamonte      | 8–9 de junio       | Alberto Cirio     |  | FI     | Alberto Cirio      |  | FI       |
| Liguria       | 27–28 de octubre   | Giovanni Toti     |  | NM     | Marco Bucci        |  | Ind. CDX |
| Umbría        | 17–18 de noviembre | Donatella Tesei   |  | Lega   | Stefania Proietti  |  | Ind. CSX |
| Emilia-Romaña | 17–18 de noviembre | Stefano Bonaccini |  | PD     | Michele De Pascale |  | PD       |

## Resultados regionales

### Cerdeña
|  | 45,39 % |

|  | 44,97 % |

|  | 8,65 % |

|  | 0,99 % |

|  | 97,17 % |

|  | 2,83 % |

|  | 52,33 % |

|  | 47,67 % |

### Abruzos
|  | 53,50 % |

|  | 46,50 % |

|  | 97,12 % |

|  | 2,01 % |

|  | 0,87 % |

|  | 52,19 % |

|  | 47,81 % |

### Basilicata
|  | 56,63 % |

|  | 42,16 % |

|  | 1,21 % |

|  | 95,57 % |

|  | 3,34 % |

|  | 1,09 % |

|  | 49,81 % |

|  | 50,19 % |

### Piamonte
|  | 56,13 % |

|  | 33,54 % |

|  | 7,68 % |

|  | 1,50 % |

|  | 1,15 % |

|  | 93,93 % |

|  | 3,65 % |

|  | 2,42 % |

|  | 55,30 % |

|  | 44,70 % |

### Liguria
|  | 48,77 % |

|  | 47,36 % |

|  | 0,88 % |

|  | 0,85 % |

|  | 0,85 % |

|  | 0,35 % |

|  | 0,35 % |

|  | 0,31 % |

|  | 0,28 % |

|  | 96,77 % |

|  | 2,53 % |

|  | 0,70 % |

|  | 45,97 % |

|  | 54,03 % |

### Umbría
|  | 51,13 % |

|  | 46,17 % |

|  | 1,11 % |

|  | 0,53 % |

|  | 0,28 % |

|  | 0,24 % |

|  | 0,24 % |

|  | 0,23 % |

|  | 0,07 % |

|  | 97,25 % |

|  | 1,80 % |

|  | 0,95 % |

|  | 52,30 % |

|  | 47,70 % |

### Emilia-Romaña
|  | 56,77 % |

|  | 40,07 % |

|  | 1,94 % |

|  | 1,22 % |

|  | 97,85 % |

|  | 1,50 % |

|  | 0,65 % |

|  | 46,42 % |

|  | 53,58 % |